# Input (enciclopédia)
Input foi uma enciclopédia de informática em 75 fascículos, lançada no Brasil em 1986 pela Editora Nova Cultural.
Era formada por cinco volumes. Foi uma adaptação brasileira de uma enciclopédia de mesmo nome lançada pela Marshall-Cavendish Limited, no Reino Unido.
A publicação era voltada ao ensino de programação para os computadores pessoais de 8 bits disponíveis na época no mercado brasileiro. Continha listagens de programas para as linhas Sinclair ZX81, Sinclair ZX-Spectrum, Apple II, TK-2000, TRS-80, TRS-Color e MSX.
Seu conteúdo era distribuído em artigos em diversas seções sobre temas específicos: programação BASIC, programação de jogos, linguagem de máquina, aplicativos, dentre outros assuntos.
A enciclopédia foi reeditada em 1987.

## Curiosidades
A palavra input também é muito utilizada coloquialmente com o sentido de aguardar alguma informação, por exemplo: Aguardo seu input para dar continuidade ao trabalho.
INPUT também era uma instrução de programação utilizada em algumas das antigas linguagens de programação como o BASIC, utilizado para instruir o computador a aguardar pela entrada de uma determinada informação através do teclado e armazena-la em uma váriavel do respectivo programa para que fosse manipulada em seguida.